# Roquebrune-Cap-Martin
Roquebrune-Cap-Martin (italsky Roccabruna-Capo Martino, okcitánsky Ròcabruna Caup Martin) je francouzská obec v departementu Alpes-Maritimes v regionu Provence-Alpes-Côte d'Azur. Obec o rozloze 9,33 km2 má přibližně 12 371 obyvatel. Nachází se na břehu Středozemního moře v zálivu Cap-Martin mezi Monakem a Mentonem.
V obci se nachází nejstarší donžon ve Francii, který je součástí hradu z doby Karla Velikého.

## Geografie
Roquebrune-Cap-Martin leží na jihovýchodě Francie v regionu Provence-Alpes-Côte d'Azur. Obec sousedí s Monakem a je vzdálena 6 km od Mentonu a Beausoleil. Nadmořská výška obce se pohybuje mezi 0–800 m n. m.

## Doprava
Katastrálním územím obce prochází dálnice A8.

## Sport
Na území obce leží tenisový areál Monte Carlo Country Club, dějiště mužského turnaje Monte-Carlo Masters.

## Popis
V obci se nachází čistírna odpadních vod s kapacitou 32 000 ekvivalentních obyvatel.